# Pisticci
Pisticci är en ort och kommun i provinsen Matera i regionen Basilicata i Italien. Kommunen hade 17 602 invånare (2017).